# Dom Hoppenów w Radomiu
Dom Hoppena w Radomiu – zabytkowy dom z XIX wieku przy Rynku w Radomiu.
Budynek położony jest w zachodniej pierzei Rynku pod numerem 8. Pierwotny jednopiętrowy budynek został zbudowany w początkach XIX wieku. Należał do rodziny Hoppenów – aptekarzy i działaczy społecznych oraz kulturalnych. W domu mieścił się Sąd Pokoju i Sąd Podsędkowski. W 1896 budynek przebudowano w stylu eklektycznym.
Budynek składa się z trzech kondygnacji i poddasza. Jest częściowo podpiwniczony. Według danych z 2004 powierzchnia zabudowy budynku wynosiła 269m², zaś powierzchnia użytkowa 672m².
Obiekt wpisany jest do rejestru zabytków Narodowego Instytutu Dziedzictwa pod numerami 756 z 5.05.1972 oraz 423/A/90 z 14.02.1990. W materiałach budynek jest określany zarówno jako „dom”, jak i „kamienica”.